# Toivo Tikkanen
Toivo Tikkanen   (Roma, 15 d'abril de 1888 - Hèlsinki, 1 de juny de 1947) va ser un tirador finlandès que va competir durant la dècada de 1920.
El 1920, una vegada finalitzada la Primera Guerra Mundial, va prendre part en els Jocs Olímpics d'Anvers, on va disputar quatre proves del programa de tir. Va guanyar la medalla de plata en la prova de tir al cérvol, tret simple per equips i la de bronze en la de tir al cérvol, doble tret per equips. En la prova de tir al cérvol, tret simple fou cinquè.
Quatre anys més tard, als Jocs de París, disputà sis proves del programa de tir. Guanyà la medalla de bronze en la prova de fossa olímpica per equips. En les altres proves disputades destaquen la quarta posició en la prova de tir al cérvol, doble tret per equips, la cinquena en la de tir al cérvol, tret simple per equips i la siena en la de tir al cérvol, doble tret.